# Ronde van Italië voor vrouwen 2021
De Ronde van Italië voor vrouwen 2021 (Italiaans: Giro d’Italia Donne 2021) werd verreden van 2 tot en met 11 juli, tijdens de tweede week van de Ronde van Frankrijk voor mannen. Het was de 32e editie van de rittenkoers, die niet langer deel uitmaakte van de UCI Women's World Tour, maar vanwege het ontbreken van live-uitzendingen in 2020, dit jaar een stap terug moest zetten naar de UCI Women's ProSeries van 2021. De ronde werd verreden in het noorden van Italië en telde tien etappes, waarvan een ploegentijdrit op de eerste dag en een klimtijdrit op de vierde dag. De Nederlandse Anna van der Breggen was titelverdedigster en wist opnieuw, voor de vierde keer in haar carrière, de ronde te winnen.

## Ploegen
Aan deze Giro Donne nemen 24 ploegen deel: de negen World-Tourploegen en vijftien continentale ploegen, waaronder het Belgische Lotto Soudal Ladies en het Nederlandse Jumbo-Visma.
De grootste favoriet was titelverdedigster en wereldkampioene Anna van der Breggen. Ook haar ploeggenoten Ashleigh Moolman-Pasio en Demi Vollering behoorden tot de favorieten, net als de nummer drie van vorig jaar, de Italiaanse kampioene Elisa Longo Borghini en haar ploeggenote Lizzie Deignan. De nummer twee van vorig jaar, de Poolse Katarzyna Niewiadoma en de winnares van 2018 en 2019, Annemiek van Vleuten, waren niet aanwezig, omdat zij zich voorbereidden op de Olympische Spelen in Tokio.
| World Tour | Continentaal                                                                                                 | Continentaal |
| --- | --- | --- |
| Alé BTC Ljubljana BikeExchange Canyon-SRAM DSM FDJ Nouvelle-Aquitaine Futuroscope Liv Racing Movistar SD Worx Trek-Segafredo | A.R. Monex Arkéa Aromitalia Vaiano BePink Bizkaia-Durango Born To Win Ceratizit-WNT Isolmant-Premac-Vittoria | Jumbo-Visma Lotto Soudal Ladies Rally Cycling Servetto Giusta Team Tibco Top Girls Fassa Bortolo Valcar-Travel & Service |

## Etappe-overzicht
Op 5 mei presenteerde de organisatie het parcours voor de 32e editie, die plaats vond in het noorden van Italië, met name in de regio's Piëmont, Lombardije en Friuli-Venezia Giulia. Voor het vijfde jaar op rij ging de ronde van start met een ploegentijdrit, deze keer in Fossano, in de regio Piëmont. De tweede etappe eindigde met een klim van 14 kilometer naar Prato Nevoso. Op de vierde dag stond een klimtijdrit van 11 kilometer gepland van Formazza naar de waterval La Frua (Cascata del Toce), tegen de Zwitserse grens. Daarna volgden drie etappes in Lombardije: de vijfde etappe vertrok in regiohoofdstad Milaan, de zesde rit werd volledig verreden langs de oevers van het Comomeer en de zevende etappe werd verreden aan de westkust van het Gardameer. Daarna trok het peloton naar de regio Friuli-Venezia Giulia. De negende etappe finishte op de Monte Matajur en de ronde werd afgesloten in Cormons, in de provincie Gorizia tegen de Sloveense grens.
| Datum   | Etappe | Start – Finish                  | Afstand (in km) | Type                | Winnaar                | Klassementsleider    |
| ------- | ------ | ------------------------------- | --------------- | ------------------- | ---------------------- | -------------------- |
| 2 juli  | 1      | Fossano – Cuneo                 | 26,7            | Ploegentijdrit      | Trek-Segafredo         | Ruth Winder          |
| 3 juli  | 2      | Boves –\| Prato Nevoso          | 100,1           | Bergrit             | Anna van der Breggen   | Anna van der Breggen |
| 4 juli  | 3      | Casale Monferrato – Ovada       | 135,0           | Heuvelrit           | Marianne Vos           | Anna van der Breggen |
| 5 juli  | 4      | Formazza – Cascate del Toce     | 11,2            | Individuele tijdrit | Anna van der Breggen   | Anna van der Breggen |
| 6 juli  | 5      | Milaan – Carugate               | 120,1           | Vlakke rit          | Lorena Wiebes          | Anna van der Breggen |
| 7 juli  | 6      | Colico – Colico                 | 155,0           | Vlakke rit          | Emma Norsgaard         | Anna van der Breggen |
| 8 juli  | 7      | Soprazocco – Puegnago sul Garda | 109,6           | Heuvelrit           | Marianne Vos           | Anna van der Breggen |
| 9 juli  | 8      | San Vendemiano – Mortegliano    | 129,4           | Vlakke rit          | Lorena Wiebes          | Anna van der Breggen |
| 10 juli | 9      | Feletto Umberto – Monte Matajur | 122,6           | Bergrit             | Ashleigh Moolman-Pasio | Anna van der Breggen |
| 11 juli | 10     | Capriva del Friuli – Cormons    | 113,0           | Heuvelrit           | Coryn Rivera           | Anna van der Breggen |

## Etappe-uitslagen

### 1e etappe (TTT)
| Vrijdag 2 juli: Fossano - Cuneo (26,7 km) |                   |        |
| Plaats                                    | Naam              | Tijd   |
| Winnaar                                   | Trek-Segafredo    | 33'40" |
| 2                                         | SD Worx           | + 7"   |
| 3                                         | Alé BTC Ljubljana | + 39"  |
| 4                                         | Canyon-SRAM       | + 45"  |
| 5                                         | Movistar          | + 54"  |

### 2e etappe
| Zaterdag 3 juli: Boves - Prato Nevoso (100,1 km) |                        |                                    |          |
| Plaats                                           | Naam                   | Ploeg                              | Tijd     |
| Winnaar                                          | Anna van der Breggen   | SD Worx                            | 2u58'31" |
| 2                                                | Ashleigh Moolman-Pasio | SD Worx                            | + 1'22"  |
| 3                                                | Demi Vollering         | SD Worx                            | + 1'51"  |
| 4                                                | Marta Cavalli          | FDJ Nouvelle-Aquitaine Futuroscope | + 1'53"  |
| 5                                                | Erica Magnaldi         | Ceratizit-WNT                      | + 2'30"  |

### 3e etappe
| Zondag 4 juli: Casale Monferrato - Ovada (135 km) |                |                |          |
| Plaats                                            | Naam           | Ploeg          | Tijd     |
| Winnaar                                           | Marianne Vos   | Jumbo-Visma    | 3u40'24" |
| 2                                                 | Lucinda Brand  | Trek-Segafredo | z.t.     |
| 3                                                 | Liane Lippert  | DSM            | z.t.     |
| 4                                                 | Elise Chabbey  | Canyon-SRAM    | z.t.     |
| 5                                                 | Lisa Brennauer | Ceratizit-WNT  | + 3'18"  |

### 4e etappe (ITT)
| Maandag 5 juli: Formazza - Cascate del Toce (11,2 km) |                        |                                    |         |
| Plaats                                                | Naam                   | Ploeg                              | Tijd    |
| Winnaar                                               | Anna van der Breggen   | SD Worx                            | 24'57"  |
| 2                                                     | Demi Vollering         | SD Worx                            | + 1'06" |
| 3                                                     | Grace Brown            | BikeExchange                       | + 1'17" |
| 4                                                     | Ashleigh Moolman-Pasio | SD Worx                            | + 1'30" |
| 5                                                     | Marta Cavalli          | FDJ Nouvelle-Aquitaine Futuroscope | + 1'55" |

### 5e etappe
| Dinsdag 6 juli: Milaan - Carugate (120,1 km) |                   |                   |          |
| Plaats                                       | Naam              | Ploeg             | Tijd     |
| Winnaar                                      | Lorena Wiebes     | DSM               | 2u49'15" |
| 2                                            | Emma Norsgaard    | Movistar          | z.t.     |
| 3                                            | Marianne Vos      | Jumbo-Visma       | z.t.     |
| 4                                            | Lucinda Brand     | Trek-Segafredo    | z.t.     |
| 5                                            | Marta Bastianelli | Alé BTC Ljubljana | z.t.     |

### 6e etappe
| Woensdag 7 juli: Colico - Colico (155 km) |                   |                   |          |
| Plaats                                    | Naam              | Ploeg             | Tijd     |
| Winnaar                                   | Emma Norsgaard    | Movistar          | 3u41'39" |
| 2                                         | Coryn Rivera      | DSM               | z.t.     |
| 3                                         | Marianne Vos      | Jumbo-Visma       | z.t.     |
| 4                                         | Marta Bastianelli | Alé BTC Ljubljana | z.t.     |
| 5                                         | Lisa Brennauer    | Ceratizit-WNT     | z.t.     |

### 7e etappe
| Donderdag 8 juli: Soprazocco - Puegnago sul Garda (109,6 km) |                      |                |          |
| Plaats                                                       | Naam                 | Ploeg          | Tijd     |
| Winnaar                                                      | Marianne Vos         | Jumbo-Visma    | 2u48'31" |
| 2                                                            | Elisa Longo Borghini | Trek-Segafredo | z.t.     |
| 3                                                            | Anna van der Breggen | SD Worx        | z.t.     |
| 4                                                            | Demi Vollering       | SD Worx        | z.t.     |
| 5                                                            | Soraya Paladin       | Liv Racing     | z.t.     |

### 8e etappe
| Vrijdag 9 juli: San Vendemiano - Mortegliano (129,4 km) |                         |               |          |
| Plaats                                                  | Naam                    | Ploeg         | Tijd     |
| Winnaar                                                 | Lorena Wiebes           | DSM           | 3u10'01" |
| 2                                                       | Emma Norsgaard          | Movistar      | z.t.     |
| 3                                                       | Maria Vittoria Sperotto | A.R. Monex    | z.t.     |
| 4                                                       | Lisa Brennauer          | Ceratizit-WNT | z.t.     |
| 5                                                       | Marianne Vos            | Jumbo-Visma   | z.t.     |

### 9e etappe
| Zaterdag 10 juli: Feletto Umberto - Monte Matajur (122,6 km) |                        |                                    |          |
| Plaats                                                       | Naam                   | Ploeg                              | Tijd     |
| Winnaar                                                      | Ashleigh Moolman-Pasio | SD Worx                            | 3u52'35" |
| 2                                                            | Demi Vollering         | SD Worx                            | + 1'26"  |
| 3                                                            | Anna van der Breggen   | SD Worx                            | z.t.     |
| 4                                                            | Marta Cavalli          | FDJ Nouvelle-Aquitaine Futuroscope | + 1'39"  |
| 5                                                            | Lizzie Deignan         | Trek-Segafredo                     | + 2'14"  |

### 10e etappe
| Zaterdag 11 juli: Capriva del Friuli - Cormons (113 km) |                      |                |           |
| Plaats                                                  | Naam                 | Ploeg          | Tijd      |
| Winnaar                                                 | Coryn Rivera         | DSM            | 2u56'40"' |
| 2                                                       | Lizzie Deignan       | Trek-Segafredo | z.t.      |
| 3                                                       | Elise Chabbey        | Canyon-SRAM    | +3"       |
| 4                                                       | Anna van der Breggen | SD Worx        | z.t.      |
| 5                                                       | Emma Norsgaard       | Movistar       | +23"      |

### Uitvallers
- 3e etappe, niet gestart:  Tayler Wiles

niet gefinisht:  Arlenis Sierra,  Emanuela Zanetti,  Ariadna Gutierrez
- 4e etappe, buiten tijd:  Chiara Consonni,  Sheyla Gutiérrez,  Elise Vander Sande,  Sandra Alonso,  Maëlle Grossetête,  Caris Cosentino,  Iurani Blanco,  Ariana Gilabert,  Elizabeth Holden,  Holly Breck,  Michela Balducci,  Francesca Balducci
- 5e etappe, niet gefinisht:  Kristabel Doebel-Hickok
- 6e etappe, niet gefinisht:  Danique Braam,  Emilie Fortin,  Andrea Ramirez
- 7e etappe, niet gestart:  Lucía González,  Francesca Baroni

niet gefinisht:  Lara Vieceli,  Sara Casasola,  Leah Dixon
- 8e etappe, niet gestart:  Cecilie Uttrup Ludwig,  Julie Van de Velde,  Lauren Stephens,  Kristen Faulkner,  Clara Honsinger,  Emily Newsom,  Diana Peñuela (vanwege een coronabesmetting stapte het hele Team Tibco uit de Giro)
- 9e etappe, niet gestart:  Marianne Vos,  Nancy van der Burg,  Grace Brown,  Georgia Williams

niet gefinisht:  Pauliena Rooijakkers,  Clara Koppenburg,  Nadja Heigl
- 10e etappe, niet gestart:  Amanda Spratt,  Sara Poidevin,  Heidi Franz,  Katie Clouse

niet gefinisht:  Leah Kirchmann,  Chantal van den Broek-Blaak,  Ruth Winder,  Brodie Chapman,  Silvia Valsecchi,  Michaela Drummond,  Natalia Studenikina

## Klassementenverloop
De roze trui wordt uitgereikt aan de rijdster met de laagste totaaltijd.
 De (ciclamino) paarse trui wordt uitgereikt aan de rijdster met de meeste punten van de etappefinishes en tussensprints.
 De "Queen of the Mountains" (Bergkoningin) trui wordt uitgereikt aan de rijdster met de meeste behaalde punten uit bergtop passages.
 De witte trui wordt uitgereikt aan de beste jongere in het algemeen klassement.
 De (azzurre) blauwe trui wordt uitgereikt aan de beste Italiaanse rijdster in het algemeen klassement.
| Etappe           | Winnaar                | Algemeen klassement  | Puntenklassement        | Bergklassement       | Jongerenklassement | Beste Italiaanse     | Ploegenklassement |
| ---------------- | ---------------------- | -------------------- | ----------------------- | -------------------- | ------------------ | -------------------- | ----------------- |
| 1                | Trek-Segafredo         | Ruth Winder          | Ashleigh Moolman-Pasio* | Mavi García*         | Niamh Fisher-Black | Elisa Longo Borghini | Trek-Segafredo    |
| 2                | Anna van der Breggen   | Anna van der Breggen | Anna van der Breggen    | Anna van der Breggen | Niamh Fisher-Black | Erica Magnaldi       | SD-Worx           |
| 3                | Marianne Vos           | Anna van der Breggen | Anna van der Breggen    | Elise Chabbey        | Niamh Fisher-Black | Erica Magnaldi       | SD-Worx           |
| 4                | Anna van der Breggen   | Anna van der Breggen | Anna van der Breggen    | Elise Chabbey        | Niamh Fisher-Black | Erica Magnaldi       | SD-Worx           |
| 5                | Lorena Wiebes          | Anna van der Breggen | Anna van der Breggen    | Elise Chabbey        | Niamh Fisher-Black | Erica Magnaldi       | SD-Worx           |
| 6                | Emma Norsgaard         | Anna van der Breggen | Marianne Vos            | Elise Chabbey        | Niamh Fisher-Black | Erica Magnaldi       | SD-Worx           |
| 7                | Marianne Vos           | Anna van der Breggen | Marianne Vos            | Lucinda Brand        | Niamh Fisher-Black | Erica Magnaldi       | SD-Worx           |
| 8                | Lorena Wiebes          | Anna van der Breggen | Marianne Vos            | Lucinda Brand        | Niamh Fisher-Black | Erica Magnaldi       | SD-Worx           |
| 9                | Ashleigh Moolman-Pasio | Anna van der Breggen | Anna van der Breggen    | Lucinda Brand        | Niamh Fisher-Black | Marta Cavalli        | SD-Worx           |
| 10               | Coryn Rivera           | Anna van der Breggen | Anna van der Breggen    | Lucinda Brand        | Niamh Fisher-Black | Marta Cavalli        | SD-Worx           |
| Eindklassementen | Eindklassementen       | Anna van der Breggen | Anna van der Breggen    | Lucinda Brand        | Niamh Fisher-Black | Marta Cavalli        | SD-Worx           |

* In de ploegentijdrit waren er geen punten te verdienen voor de punten- en bergtrui. Deze truien werden symbolisch uitgereikt aan de eerste renster van de tweede en derde ploeg. Deze truien werden dan ook niet gedragen in de volgende etappe.

## Eindklassementen
| Plaats    | Naam                   | Ploeg                              | Tijd      |
| --------- | ---------------------- | ---------------------------------- | --------- |
| Roze trui | Anna van der Breggen   | SD Worx                            | 27u00'55" |
| 2         | Ashleigh Moolman-Pasio | SD Worx                            | + 1'43"   |
| 3         | Demi Vollering         | SD Worx                            | + 3'25"   |
| 4         | Lizzy Deignan          | Trek-Segafredo                     | + 6'39"   |
| 5         | Mavi García            | Alé BTC Ljubljana                  | + 8'26"   |
| 6         | Marta Cavalli          | FDJ Nouvelle-Aquitaine Futuroscope | + 8'29"   |
| 7         | Juliette Labous        | DSM                                | + 8'40"   |
| 8         | Tatiana Guderzo        | Alé BTC Ljubljana                  | + 9'12"   |
| 9         | Niamh Fisher-Black     | SD Worx                            | + 9'44"   |
| 10        | Elise Chabbey          | Canyon-SRAM                        | + 10'42"  |

| Plaats      | Naam                 | Ploeg    | Punten |
| ----------- | -------------------- | -------- | ------ |
| Paarse trui | Anna van der Breggen | SD Worx  | 58     |
| 2           | Emma Norsgaard       | Movistar | 49     |
| 3           | Demi Vollering       | SD Worx  | 42     |

| Plaats      | Naam                   | Ploeg          | Punten |
| ----------- | ---------------------- | -------------- | ------ |
| Groene trui | Lucinda Brand          | Trek-Segafredo | 47     |
| 2           | Ashleigh Moolman-Pasio | SD Worx        | 31     |
| 3           | Anna van der Breggen   | SD Worx        | 29     |

| Plaats     | Naam               | Ploeg                              | Tijd      |
| ---------- | ------------------ | ---------------------------------- | --------- |
| Witte trui | Niamh Fisher-Black | SD Worx                            | 27u10'39" |
| 2          | Gaia Realini       | Isolmant-Premac-Vittoria           | + 1'09"   |
| 3          | Évita Muzic        | FDJ Nouvelle-Aquitaine Futuroscope | + 1'55"   |

| Plaats      | Naam            | Ploeg                              | Tijd      |
| ----------- | --------------- | ---------------------------------- | --------- |
| Blauwe trui | Marta Cavalli   | FDJ Nouvelle-Aquitaine Futuroscope | 27u09'24" |
| 2           | Tatiana Guderzo | Alé BTC Ljubljana                  | + 43"     |
| 3           | Gaia Realini    | Isolmant-Premac-Vittoria           | + 2'24"   |